# Campo di crateri del Chiemgau
Il campo di crateri del Chiemgau è un ipotetico insieme di crateri meteoritici che sarebbe stato individuato nella regione del Chiemgau, situata ai piedi delle Alpi, in Baviera (Germania).
Il campo comprenderebbe più di 80 crateri con diametri di oltre 3 m, distribuiti su una superficie di circa 60 km per 30 km, che sarebbero stati originati da un impatto meteoritico avvenuto nell'Olocene.
Il cratere principale sarebbe costituito dal "cratere del Chiemgau", che ingloba il lago Tüttensee, le cui coordinate del sono  47° 50' 48" N, 12° 34' 05" E. Il lago ha 400 m di diametro ed è profondo 17 m e presenta al suo esterno un bordo rialzato alto 8 m e del diametro di 500 m.
Sul cratere principale sono state effettuate ricerche geologiche, misure geofisiche e analisi petrografiche. In base a misure al radioacarbonio e a ritrovamenti di materiali archeologici, l'impatto sarebbe avvenuto attorno al 500 a.C.
La scoperta del campo di crateri del Chiemgau, come pure la maggior parte degli studi su di esso, è opera di un gruppo di ricercatori non professionisti (CIRT, o "Chiemgau impact research team", in italiano "gruppo di ricerca sull'impatto del Chiemgau"), ma i risultati del loro lavoro non sono condivisi dai ricercatori del settore.